# Balatonalmádi
Balatonalmádi je město na severním pobřeží Balatonu. Je okresním městem okresu Balatonalmádi v župě Veszprém. V roce 2008 zde žilo 8795 obyvatel. Městečko leží v severovýchodním cípu Balatonu a ze západu a severu je obklopeno mírně se svažujícími kopci.

## Historie
Archeologické nálezy z doby bronzové naznačují, že místo bylo osídleno již před 8 000 lety. Vesnice Vörösberény existovala ještě před příchodem Maďarů do Karpatské kotliny.
Na mapách druhého vojenského mapování se město vůbec neobjevuje, patrná je pouze vesnice Vörösberény a bahnitý břeh Blatenského jezera. Teprve až na mapách třetího mapování existuje lokalita s názvem Almádi v prostoru dnešní místní části Óváritelep. V této době zde již byla pláž a promenáda, novou výstavbu především ubytovacích zařízení odstartovala ale až železnice, která sem byla přivedena roku 1909. Na počátku 20. století tak bylo Balatonalmádi známým lázeňským místem se sanatorii a lázněmi. Oficiálně bylo prohlášeno za lázně ale až v roce v roce 1961. V témže desetiletí získalo také i svojí knihovnu. S rozvoje masivního cestovního ruchu se zde zvýšil počet rekreačních zařízení a hotelů. Počet obyvatel se tak v sezóně zvyšuje až na 20 tisíc.

## Městské části
- Vörösberény
- Budatava
- Káptalanfüred

### Památky

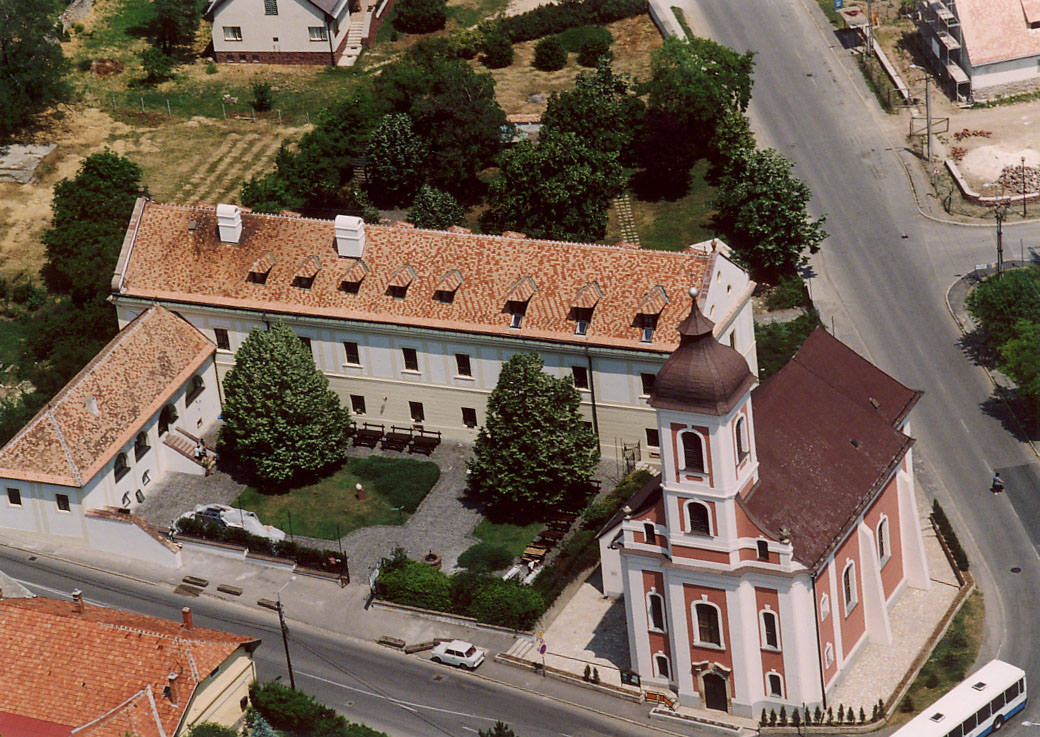
Kostel sv. Ignáce

- Kostel sv. Ignáce (Szent Ignác-templom).
- Kostel sv. Imre (Szent Imre-templom) – novodobý kostel postavený v roce 1930 je kopií zničené kaple z Budína, z niž jsou také mozaiky v interiéru.
- Erődített református templom – Kalvinistický kostel v městské části Vörösberény, jedná se o jediný dochovaný kostel s vlastním opevněním v celé balatonské oblasti.[2] Vznikl nejspíše v 12. nebo 13. století
- Radnice, dnes v ní sídlí hudební škola

Na vrcholu Öreghegy se nachází rozhledna Óvári postavená v roce 1900, ze které je výhled na město a okolí. Ve Vörösberény se nachází Wesselényiho rozhledna, ze které je za pěkného počasí vidět až do Tihany.

## Kultura
- Kulturní centrum a panonská knihovna, budova zahrnuje několik sálů.

## Školství
Ve městě jsou dvě mateřské školy, dvě základní školy a dvojjazyčné (anglicko-maďarské) gymnázium, kde se vyučuje také v angličtině. Gymnázium bylo postaveno v 80. letech 20. století jako první svého druhu v Maďarsku. Má také moderní internátní školu. Ve čtvrti Vörösberény financoval finanční investor George Soros výstavbu nové základní školy. 

## Dopravní spojení

### Silnice
- Městem prochází silnice č. 71, protínající všechna města severního pobřeží Balatonu

### Železnice
- Balatonalmádi leží na železniční trati 29 (Budapešť – Székesfehérvár – Tapolca). Na hlavním nádraží zastavují rychlíky i vlaky InterCity.[3] Městská část Káptalanfüred má vlastní železniční zastávku.[4] Ve čtvrti Budatava byla železniční zastávka zrušena.[5] Trať je vedena po břehu Blatenského jezera a odděluje tak obec od pláže.